# Турка
Ту́рка (колишня назва — Турка над Стрийом) — місто в Україні, адміністративний центр  Турківської міської громади Самбірського району Львівської області. До 2020 року колишній центр Турківського району.

## Назва
За найвірогіднішою версією, місто одержало свою назву від первісних диких биків — турів, які водилися в навколишніх лісах.
За іншою версією, вона походить від назви воріт-веж «турія», «тур'я», «турня», які стояли при в'їзді в селі. Назва міста не має нічого спільного з турками. 
Грецьке слово Туркія і для волохів і для греків, означало одне й теж саме — Угорщина. В цьому сенсі слова стародавньої грамоти Польського короля Владислава Ягайла перекладаються на українську мову як "моя вілла (ферма, поселення, село) Турка". Отже, з грецької Турка буквально перекладається як Угорське місто.

## Географія

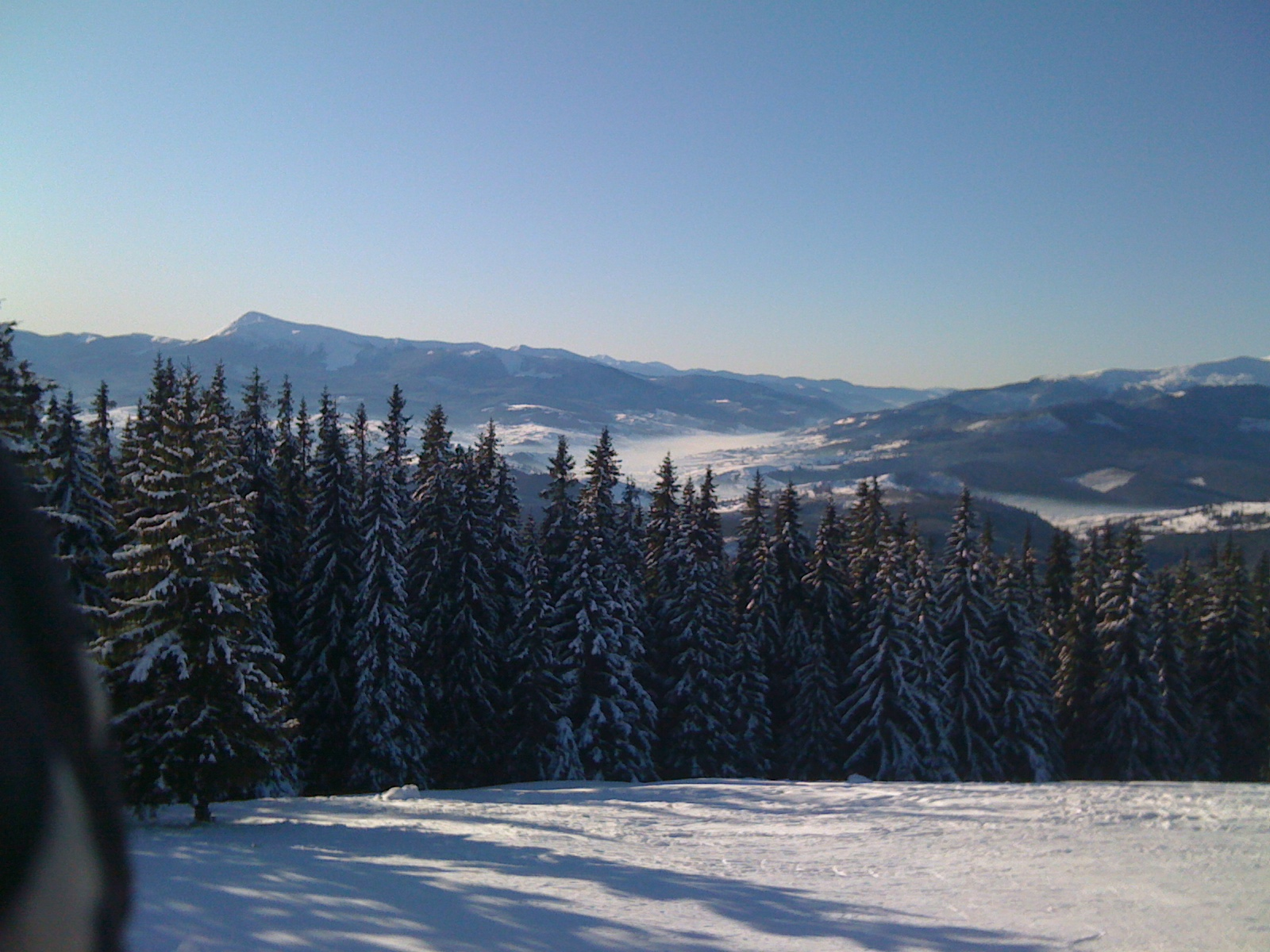
Урочище Лешів

Місто розташоване на півдні Львівщини у Карпатах (масив Верхньодністровські Бескиди) на лівому березі річки Стрий з його притоками річок Яблунька та Літмир, між горами Шименка, Кичера, Вінець та Осовня, за 137 км від обласного центру, 107 км від Ужгорода, 75 км від Дрогобича, на висоті 557 м над рівнем моря.
Місце розташування первинного сторожового поселення, з якого постало місто Турка, визначалося проходженням по території Карпат долиною Стрия між горами Пікуй та Галич так званого «Руського Путі» — торгового шляху доби неоліту, який через Турку сполучав Західну Європу з Угорщиною, Семиградщиною, Молдавією та Балканами. 
На укріплення і розростання первинного поселення мали суттєвий вплив формування новішого торгового шляху — Ужоцького шляху, який від Перемишля чи Львова через Турку та Ужоцький перевал вів до Закарпаття.

## Клімат
| Кліматограма Турки | Кліматограма Турки | Кліматограма Турки | Кліматограма Турки | Кліматограма Турки | Кліматограма Турки | Кліматограма Турки | Кліматограма Турки | Кліматограма Турки | Кліматограма Турки | Кліматограма Турки | Кліматограма Турки |
| --- | ------------------ | ------------------ | ------------------ | ------------------ | ------------------ | ------------------ | ------------------ | ------------------ | ------------------ | ------------------ | ------------------ |
| С | Л                  | Б                  | К                  | Т                  | Ч                  | Л                  | С                  | В                  | Ж                  | Л                  | Г                  |
| 60 −2 −7 | 63 0 −6            | 59 4 −3            | 87 12 3            | 122 16 7           | 129 19 11          | 151 21 13          | 110 21 13          | 97 16 8            | 78 11 4            | 66 6 1             | 69 0 −5            |
| Середня макс. і мін. температури повітря (°C) Атмосферні опади (мм), за рік : 1091 мм. Джерело: «Climate-Data.org» (англ.) |                    |                    |                    |                    |                    |                    |                    |                    |                    |                    |                    |

## Історія

### Руська держава
Свою історію місто починає з IX століття від давньо-руського поселення, яке розташовувалось на Руському Шляху. На Круг-Городищі стояла військова залога, охороняла цей шлях. Поруч на Старому Селі стояла сторожова вежа, на якій під час наближення до поселень ворогів запалювали багаття, попереджаючи про небезпеку жителів долини річок Стрий і Яблунька. Те, що на території міста було городище княжої доби, підтвердили археологічні розкопки на Круг-Городищі, Ровені та між урочищем Лікоть і Торговицею. Знайдені дрібні уламки гончарних виробів XII—XVI століть на присадибних ділянках цього терену свідчать, що поселення тут були довготривалими і досить великими. Археологічні розкопки Львівської експедиції ІСН Академії Наук України в 1991 році виявили на Ровені пам'ятки середини кам'яної доби — мезоліту (IX—IV століття до н. е.). У 1995 році в районі впадіння річки Яблунька в Стрий відкрито поселення перших століть нової ери.
Очевидно, місто засноване в період з 1280 до 1320 року, коли Лев Данилович приєднав до свого князівства Закарпаття, в тому числі і територію теперішньої Турківщини, яка перебувала в горах Карпат. В цьому часі, зміцнюючи свої кордони та охорону Руського Шляху, ним були засновані перші поселення. Давній польський історик Ян Длугош стверджує, що князь Лев на самому верху гори Пікуй поставив кам'яний стовп з руським написом, який значив межу його володінь. А «сасівські» села-гнізда: Явора, Ільник, Комарники, Висоцьке Турка та інші засновані Ванчою Волохом та його нащадками на приватних землях графа і мали свої церкви і кладовища, тому за європейською класифікацією є повноцінними селами які свідчать про колонізацію Карпат українцями. Вищеназвані поселення теперішньої Турківщини можна віднести до найдавніших княжих поселень.

### Річ Посполита
Перша відома письмова згадка про Турку датується 27 червня 1431 року. Тоді польський король Владислав II Ягайло в Медиці надав привілей (грамоту) на володіння Туркою і навколишніми селами Мармароському графові, слов'янського походження, Іванові (Ванчі) Волоху (лат. - Vancza Valachus) та його синам — Хотку, Іванку і Занку. Один із його синів — Ходко — осів в Турці, започаткувавши шляхетський рід Турецьких. Турецькі мали придомки: Сенькович, Михалкович.
Цей привілей був підтверджений польським королем Владиславом III Варненчиком (пол. - Władysław III Warneńczyk) 1444 року на користь братів Хотка і Янка і повторно — королем Зигмунтом I Старим (пол. - Zygmunt I Stary) 1519 року.
У 1730 році польський власник Турки Антоній Калиновський (пол. Antoni Kalinowski) посприяв отриманню містом Магдебурзького права і перемістив до Турки свою резиденцію. До того в Турці, як і у всіх приватних землях графа Ванчі Волоха, християнина східного обряду, діяло так зване волоське право. Калиновський також запросив до Турки отців-єзуїтів, за свої кошти спорудив для них дерев'яний костел та підтримав створення у місті місії єзуїтів. Імовірно, тоді ж місто отримало герб з зображенням патрона власника — Святого Антонія Падуанського (відомі відбитки міської печатки з цим гербом, датовані 1854 року).
У 1743 році єпископ Вацлав Сєраковський передав єзуїтам опіку над нечисленними міськими римо-католиками. У 1749 році в місті була заснована католицька парафія, яка проіснувала до моменту розпуску австрійським урядом ордену єзуїтів. Єпископ Йосип Керський 22 жовтня 1773 року відновив парафію у Турці — отець Михайло Ключевич, колишній єзуїт, став місцевим парохом.
З 1730 року походять перші згадки про поселення в місті перших єврейських родин. В середині XVIII століття в Турці проживало 25 єврейських родин.
До 1772 року Турка входила до складу Перемишльської землі Руського воєводства Речі Посполитої.

### Австрійська імперія
Від 1772 року, внаслідок Першого поділу Польщі (пол. I rozbiór Polski), місто входило до складу Королівства Галичини і Лодомерії. В 1778 році був збудований мурований римо-католицький костел, в XIX столітті закладений міський єврейський цвинтар, у 1903 році єврейська ґміна отримала незалежність. З 1854 року місто стало центром Турківського повіту. Від 1905 року через місто проходить залізнична колія, що сполучає Ужгород зі Самбором, функціонує приміщення залізничного вокзалу.

### XX століття

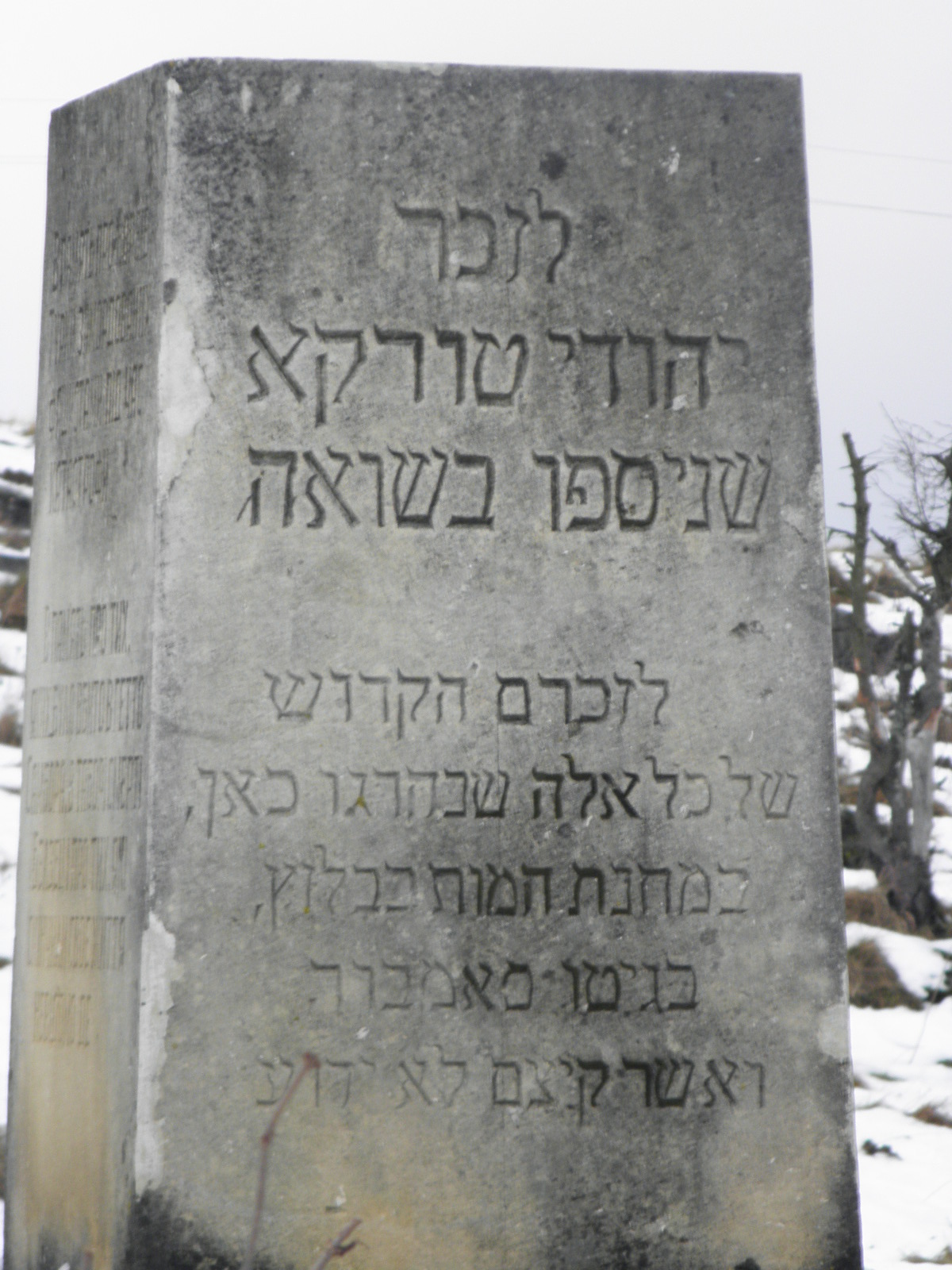
Пам'ятний знак замордованим євреям

У міжвоєнні часи місто Турка залишилося головним населеним пунктом Турчанського повіту Львівського воєводства в Польщі (II Речі Посполитій). В місті працювали повітовий суд, податковий уряд, приватна гімназія. У 1921 році в місті налічувалося 10 030 мешканців, у тому числі 4201 єврей. В цьому часі старостою був призначений Тадеуш Завістовський (пол. - Tadeusz Zawistowski), головою міста — Міхал Грудзінський (пол. - Michał Grudziński).
26 вересня 1939 року 16-а дивізія Червоної армії зайняла Турку, яка згідно з пактом Молотова — Ріббентропа відійшла до СРСР. Від 27 листопада 1939 перебувала у складі Дрогобицької області Української РСР. Після нападу Німеччини на СРСР місто перебувало під тимчасовою німецькою окупацією, з 1 серпня 1941 року в складі Турківського повіту Самбірського окружного староства (нім. Kreishauptmannschaft und Gemeindeverband Sambor), Дистрикту Галичина Генерального Губернаторства. У січні 1942 року в Турці відбулися масові акції знищення гітлерівцями євреїв. В серпні 1942 німецькі окупанти вивезли до табору смерті в Белжці (нім. - Sonderkommando Belzec der Waffen-SS; пол. - Bełżec) близько 4000 євреїв. У грудні 1942 решту турківських євреїв було депортовано до гетто в Самборі.
У липні 1943 року німецька поліція напала на табір УНС. У бою з німцями загинуло десять стрільців, а двоє потрапили в неволю.
26 вересня 1944 року місто було зайняте радянськими військами.
Після II світової війни Турка знову ввійшла до складу УРСР, спочатку в межах Дрогобицької, а згодом Львівської області.
17 липня 2020 року, в результаті адміністративно-територіальної реформи та ліквідації Турківського району, місто увійшло до складу Самбірського району Львівської області.

### Поселення
Турка належить до типового бойківського скупченого поселення, яке характеризується первинним розташуванням в улоговині біля злиття річок, багатовуличним плануванням, компактністю. Геометрично має форму неправильного багатокутника, вулиці сходяться в центрі міста, своїм розташуванням нагадують хаотичну сітку, розташовану вздовж берегів річок. Площа міста становить 3 км².
З кінця XVII століття Турка складається з кількох частин: Горішня Турка (над річкою Літмир), Середня Турка (над річкою Яблунька), Нижня Турка (над річками Яблунька і Стрий), Слобода (над річкою Стрий), Зворець, Городище, Торговиця, Ровінь, Завалина, Старе Село.

## Демографія
У Турці мешкало станом на 2006 рік 7306 осіб у 1114 будинках, 99 % населення — українці.
Динаміка населення у минулому:
- 1880 — 4685 осіб (1786 русинів, 537 поляків, 2356 німців; з них: 1837 греко-католиків, 450 католиків, 2398 юдеїв)[15].
- 1916—6080 мешканців (у тому числі — 3000 юдеїв)[16].
- 1921 — 10030 мешканців (у тому числі — 4201 юдеїв)[17].
- 1989 — 7982 (3992 чол., 3990 жін.)[18]
- 2001 — 7440 мешканців[14].
- 2006 — 7306 мешканців[19].

### Національний склад
Розподіл населення за національністю за даними перепису 2001 року:
| Національність  | Відсоток |
| --------------- | -------- |
| українці        | 99,35%   |
| росіяни         | 0,46%    |
| інші/не вказали | 0,19%    |

### Мова
Розподіл населення за рідною мовою за даними перепису 2001 року:
| Мова       | Чисельність, осіб | Відсоток |
| ---------- | ----------------- | -------- |
| Українська | 7 413             | 99,64%   |
| Російська  | 26                | 0,35%    |
| Польська   | 1                 | 0,01%    |
| Разом      | 7 440             | 100%     |

## Транспорт

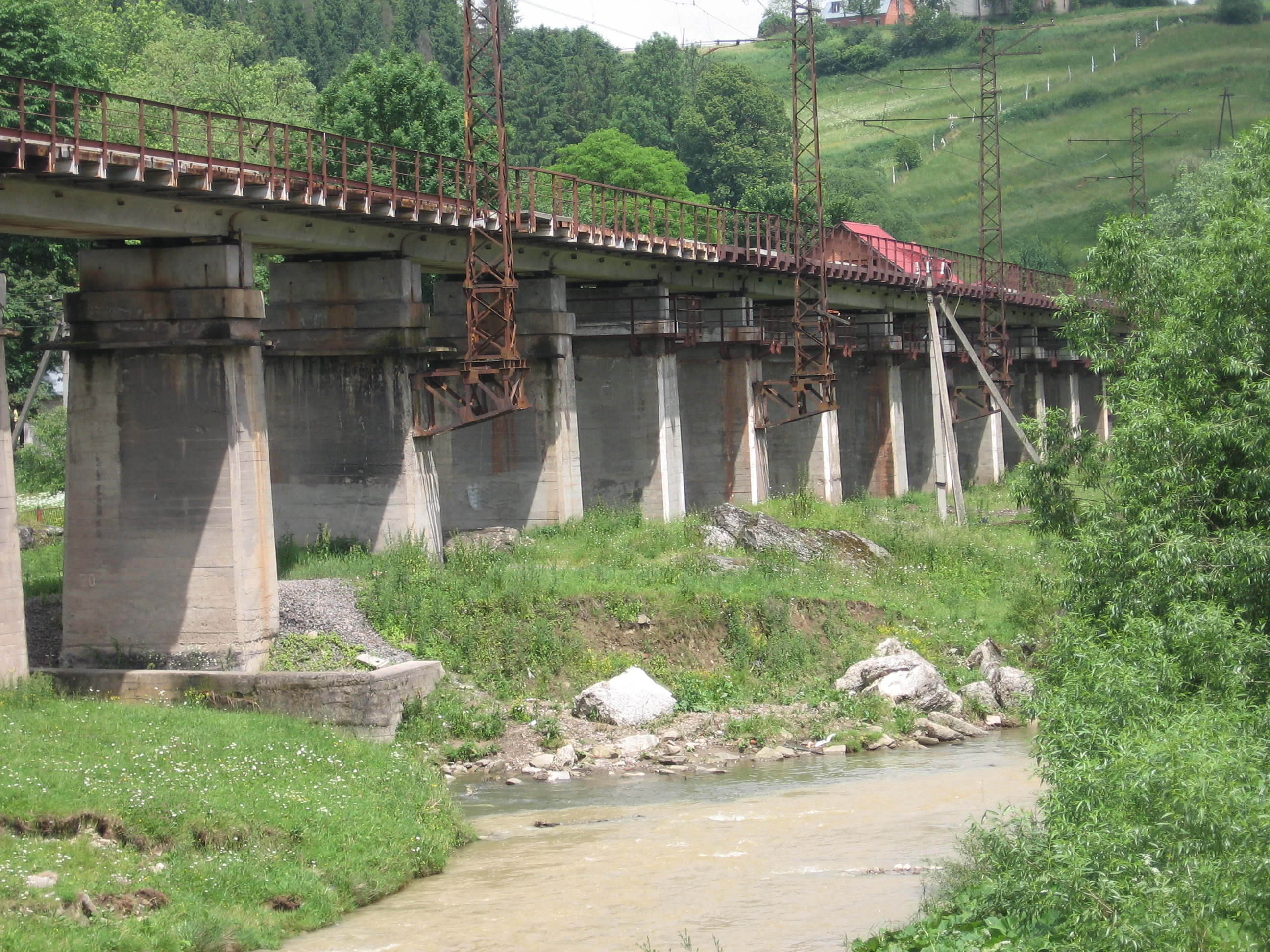
Залізничний віадук і річка Яблунька

Через Турку проходять загальнодержавні транспортні комунікації:
- Автошлях Н 13 — національний автомобільний шлях «Львів — Самбір — Ужгород» (Регіональна автомобільна дорога Р-39)
- залізниця «Львів — Самбір — Турка — Сянки — Ужгород — Чоп — Солотвино»

Добратися до Турки з Львівського або Ужгородського напрямків можна автобусом, автомобільним або залізничним транспортом. Зі Львова до Турки від Головного залізничного вокзалу також зручно добиратися маршрутними таксі, які відходять щопівгодини.
Транспортні послуги пасажирам в Турці надають залізнична та автобусна станції. Міжміські перевезення здійснюють кілька фірм-перевізників маршрутними таксі на напрямках «Турка — Львів», «Турка — Дрогобич», «Турка — Самбір», «Турка — Ужгород». З Турки до більшості сіл Турківського району також курсують маршрутні таксі. Міський транспорт представлений виключно таксі.

## Культура

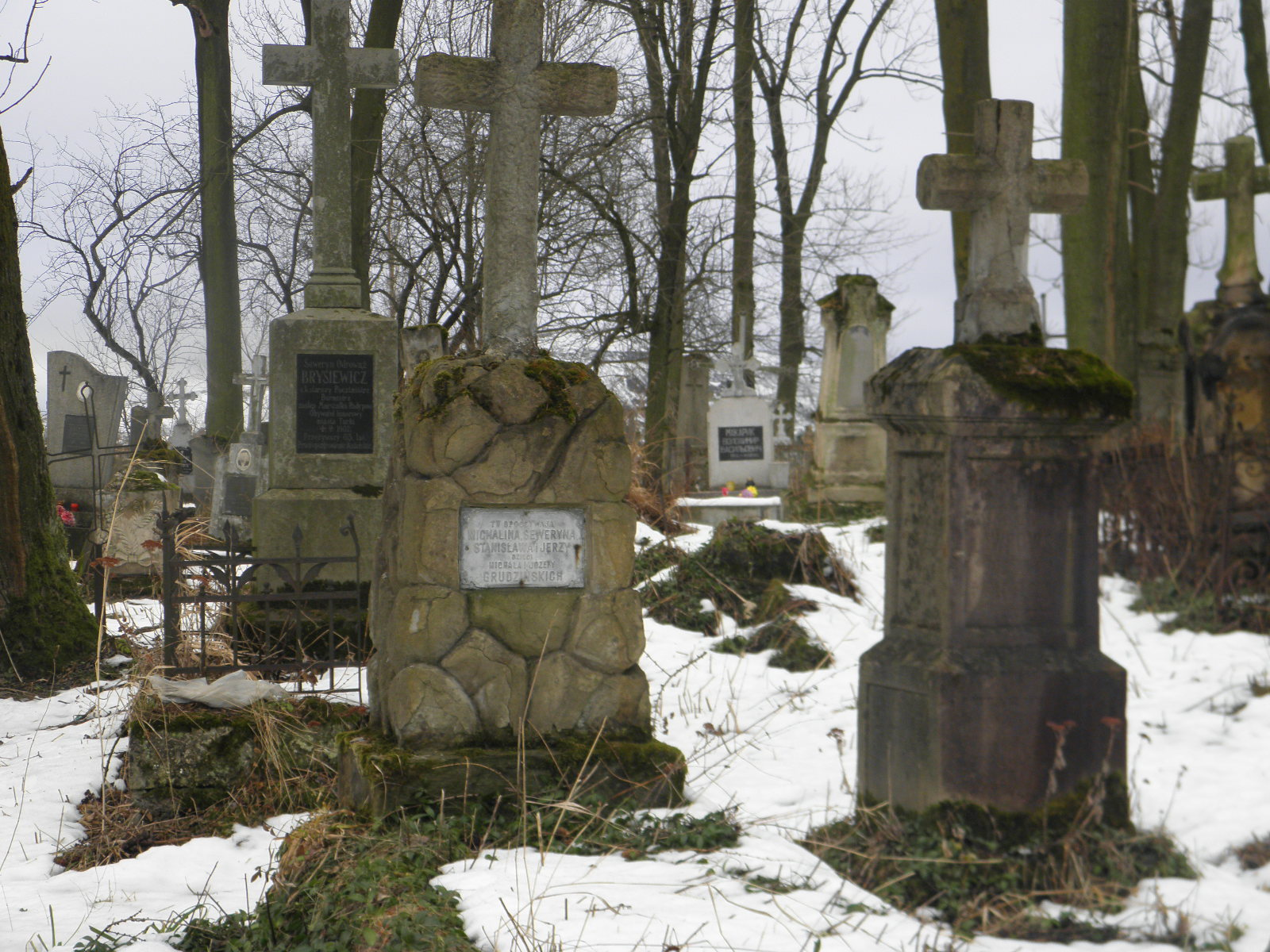
Цвинтар у Турці

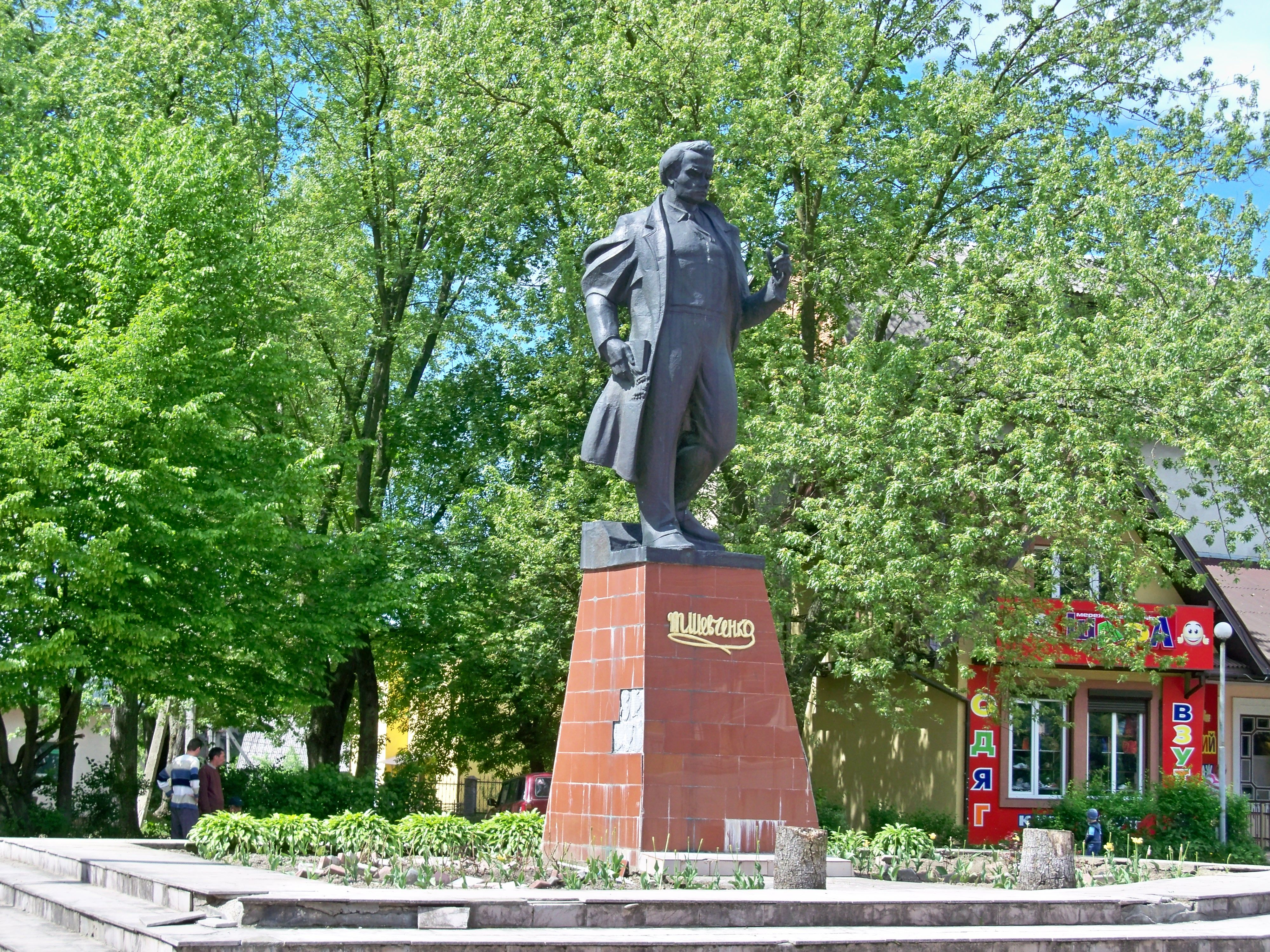
Пам'ятник Тарасові Шевченку.

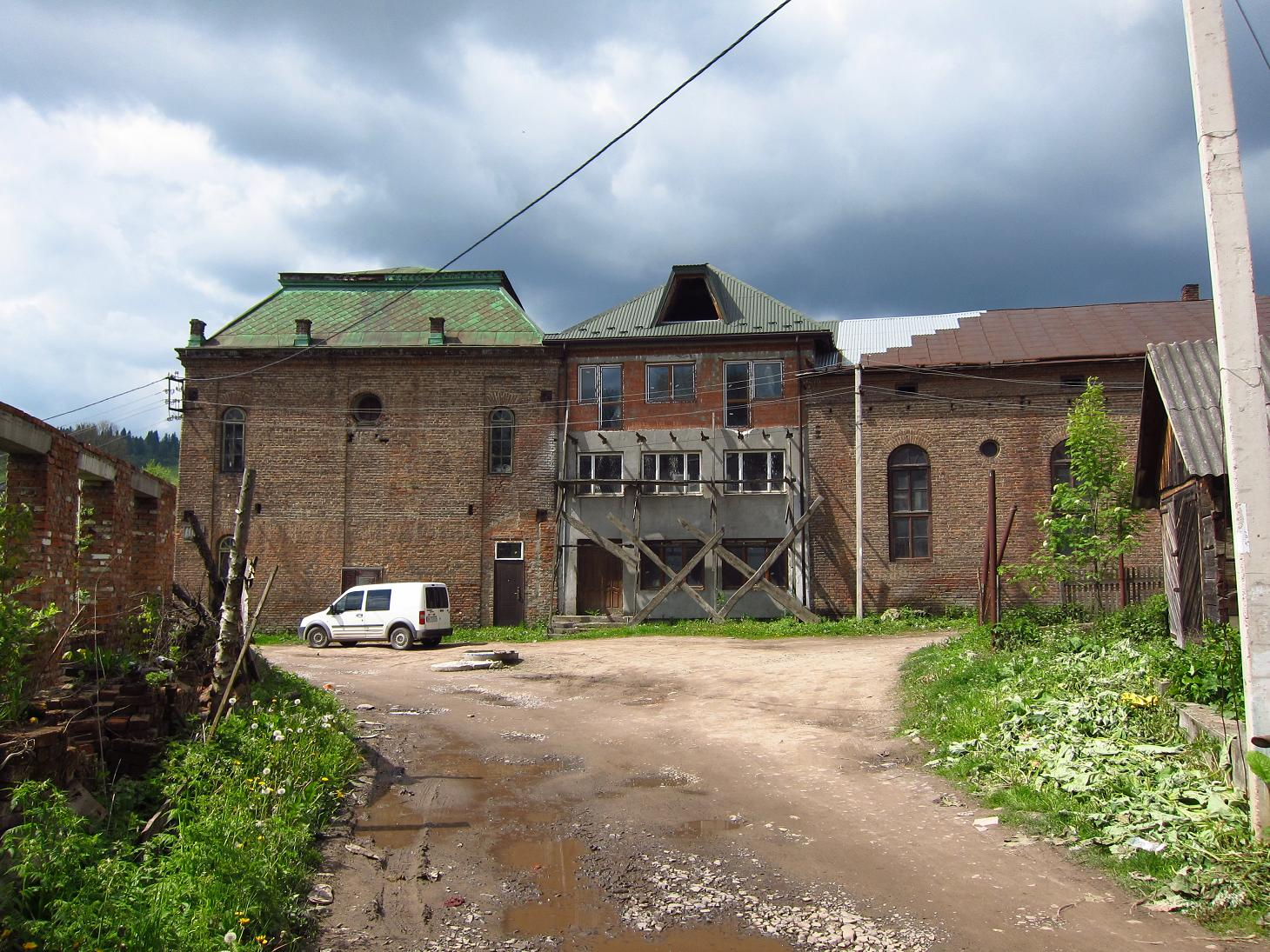
Синагога у Турці

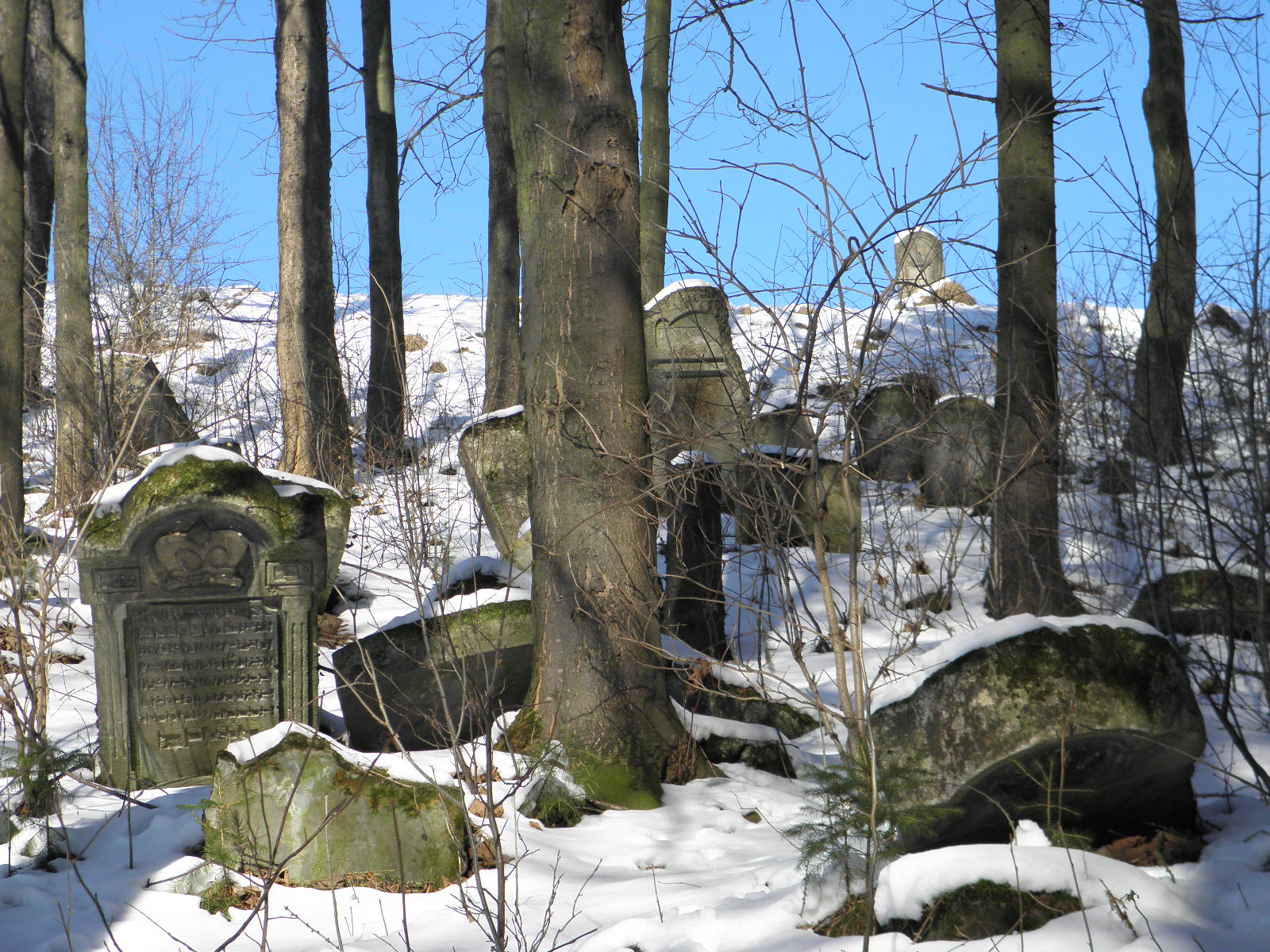
Окописько (Турка)

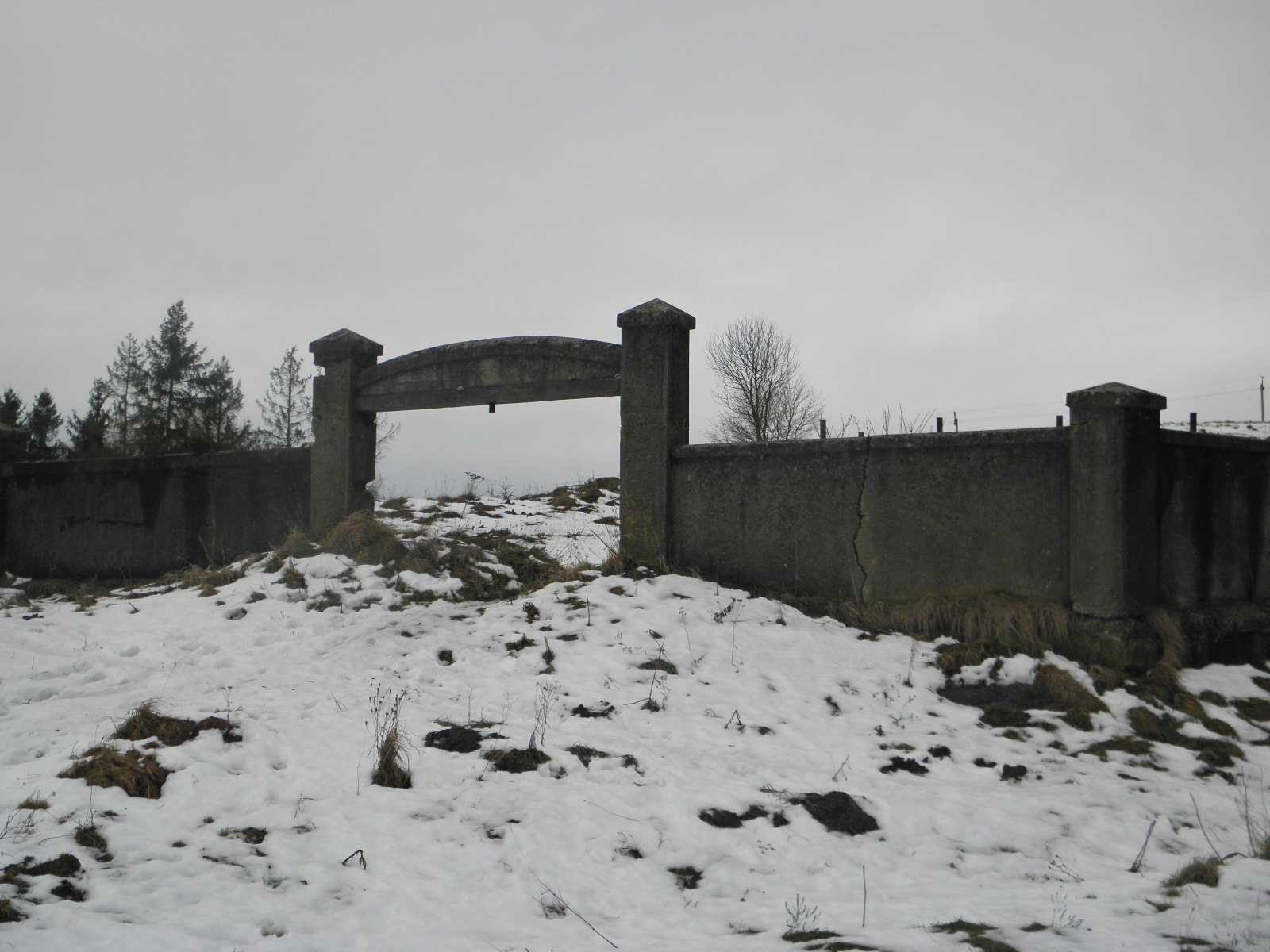
Окопище: головний вхід

Турка є неформальною столицею Бойківщини — «Серцем Бойківського краю».
З 1992 року в Турці відбуваються Всесвітні бойківські фестини — свято на яке з'їжджаються бойки з усього світу на фестиваль і конгрес. Це справжнє дійство народної культури, яке триває 2-3 дні й дарує людям багато музики, спів, танців, витворів народних умільців і майстрів бойківської кухні. На Бойківських фестинах, як у люстрі відбиваються дбайливо збережені звичаї, традиції та обряди бойків, їхнє колоритне вбрання, говірки, темперамент. На сьогодні в Турці відбулися вже четверті Всесвітні бойківські фестини.
У Турці функціонують громадські культурологічні організації «Бойківщина XXI століття» й «Центр Європи», які опікуються підготовкою та проведенням неординарних культурних заходів — щорічної «Бойківської ватри» та щоп'ятирічних Всесвітніх Бойківських фестин.
Гордістю мешканців Турки є Народний музей «Бойківщина», який діє при Центральній районній бібліотеці в будівлі міської ратуші. Експозиція музею розміщена за розділами: «Історія Турки від давніх часів до сьогодення», «Етнографія: одяг, предмети побуту, знаряддя домашнього вжитку», «Кімната засобів праці в натуральному господарстві», «Кімната Михайла Зубрицького», «Українська діаспора». У музеї функціонують постійні виставки: «Бойківська ноша», «Предмети побуту домашнього вжитку бойків», «о. Михайло Зубрицький — етнограф, дослідник бойківського краю». Експозицію музею становлять 1600 експонатів, серед яких 1350 — особливо цінних. Упродовж 11 років музей проводить літературно-краєзнавчий конкурс імені Мирона Утриска, видає вісник конкурсу «з вершин і низин». Тут щороку відбуваються виставки картин талановитих художників та робіт майстрів ужиткового мистецтва.
4 серпня 2005 року в Турці, у межах програми Першого світового конгресу бойків, було відкрито «Музей бойківської книги». Широку й цікаву експозицію музею, розміщеного в районному Народному домі, створено членами об'єднання «Письменники Бойківщини». Тут зібрано літературні твори, рецензії, відеокасети, примірники письменницької сторінки «Трембіта» в газеті «Голос Самбірщини», публікації з періодичних видань, фотоальбоми.
У Турці знаходиться головний офіс Всеукраїнського Об'єднання «Письменники Бойківщини». Об'єднання створене 18 липня 2003 року. Серед п'ятдесяти членів об'єднання є члени Національної спілки письменників України, Української Асоціації письменників, Національної спілки журналістів України, члени та керівники регіональних творчих товариств, активісти різноманітних культурних громадських організацій України та зарубіжжя. Загальний літературний фонд «Письменників Бойківщини» налічує понад 300 книг. У їхньому доробку сотні публікацій у газетах і журналах, історичних та краєзнавчих розвідок, рецензій тощо. В об'єднанні проводяться конкурси: літературний — імені І. Франка (тут засновано премію ім. Івана Франка), фольклорно-етнографічний конкурс «Бойківський світ» імені Михайла Зубрицького.
Серед інших закладів культури — Народний дім і музична школа.

### Пам'ятки
- Церква перенесення мощей святого Миколая (1776 р.)
- Церква Святого Миколая (1739 р.)
- Церква Успення Пресвятої Богородиці (1750 р.)
- Церква Покрови Пресвятої Богородиці (1780 р.)
- Церква Святих Петра і Павла
- Успенський костел (1778)
- Синагога (XIX ст.)
- Окописько (XIX ст.)
- Площа Ринок
- Майдан Т.Шевченка
- Народний музей «Бойківщина»
- «Музей бойківської книги»

### Відомі люди
- Граф Ванча Волох — середньовічний лицар гербу Сас. Будівничий українського міста-фортеці Турка.
- Олексій Яворський (1892 — † 3 листопада 1937) — поручник Армії УГА і УНР.
- Ігор Герич (1961-15 червня 2014р) — український хірург, доктор медичних наук, професор, учасник війни в Афганістані
- Михайло Мельник (1889—1944) — військово-громадський діяч
- Степан Попель (1907—1987) — відомий шахіст, кількаразовий чемпіон Львова і Парижа
- Юрій Тарнавський — український поет та прозаїк, один із засновників Нью-Йоркської Групи
- Мирон Утриско (1908—1988) — громадсько-політичний діяч Турківщини
- Іван Федевич (1883—1939) — громадський діяч
- Зиґмунт Альберт (1908—2001) — польський лікар-патологоанатом, професор медицини, ректор (1950—1954) Вроцлавської Медичної Академії
- Теодор Рожанковський (1875—1970) — український політичний і військовий діяч, адвокат, перший командир Легіону Українських Січових Стрільців
- Мар'ян Промінський (1908—1971) — польський прозаїк, драматург, перекладач, літературний критик
- Айра Московіц (1912—2001) — американський художник, гравер
- Абба Хуші (1898—1969) — ізраїльський політик, мер міста Хайфа (1951—1969)
- Карл Шейн (1911—1973) — польський хірург, професор військово-польової хірургії
- Мирон Юсипович(1957) — головний диригент Симфонічного оркестру K&K Philharmoniker Австрійської агенції Da Capo Musikmarketing Gmbh, Austria, керівник хору K&K Opernchor, заслужений артист України
- Адам Карпінський (1917—1941) — польський альпініст, татрист і гімалаїст, інженер-механік, авіаконструктор, льотчик
- Рудольф Реґнер (1897—1939) — польський гарцер, учасник Szarych Szeregów, Biały Kurier, резервовий капрал Війська Польського
- Юрій Великанович (1910—1938) — комуніст-інтернаціоналіст, член КПЗУ, учасник революційних подій в Іспанії, боєць-інтербригадист роти ім. Тараса Шевченка.
- Ігор Розлуцький — солдат Збройних сил України, учасник війни на Донбасі.
- Мечислав Піотрович (Piotrowicz Mieczysław, 1900—1970) польський лікар, доктор медичних наук, У 1930—1939 роках жив і працював у Турка. Після Німецько-радянської війни він працював у Гливицях, Польща.
- Іван Песін — український математик.
- Олександр Ільницький (28.02.1978—09.01.2016) — капітан поліції, учасник російсько-української війни, загинув в с. Зайцеве, Донецької області від кулі снайпера.
- Симон Тарчановський — український селянин з Лемківщини, громадський діяч, посол до Галицького сейму 1-го скликання.[26]
- Фецич Тарас Григорович (1958—2021) — лікар-онколог. Доктор медичних наук (2003), професор (2006). Заслужений лікар України.

## Галерея

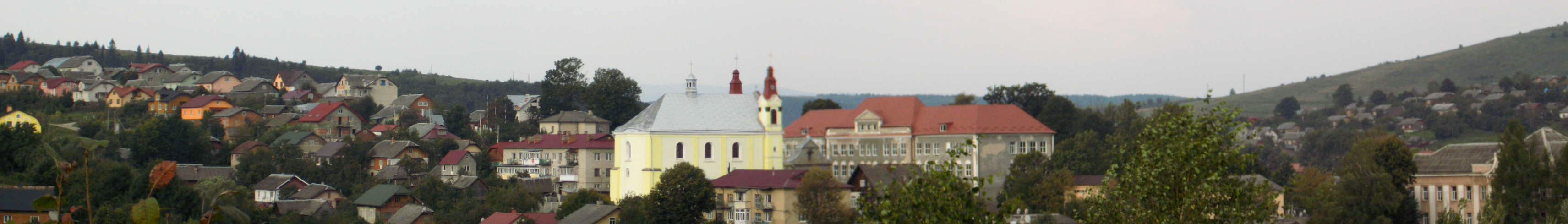

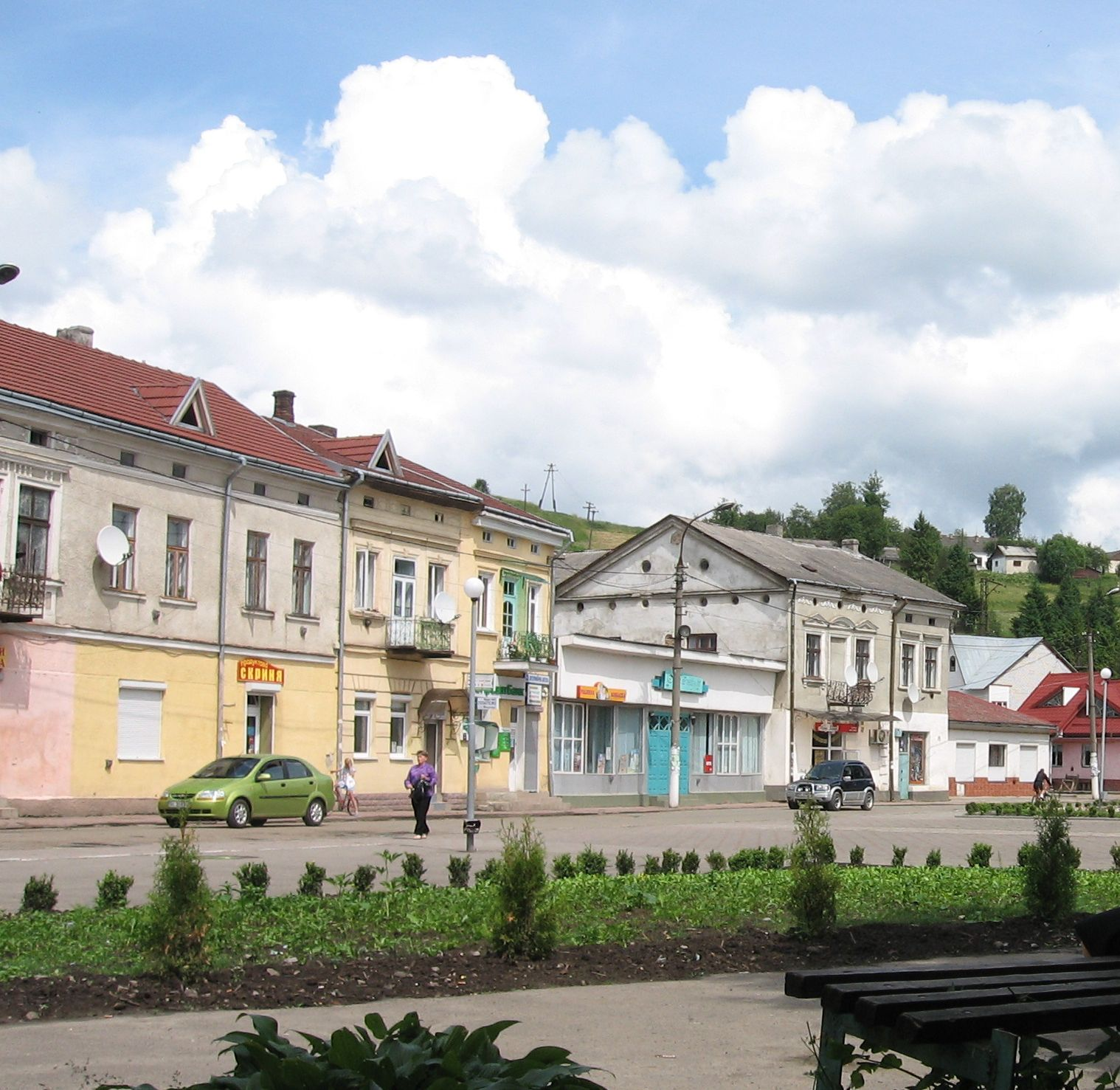
У середмісті
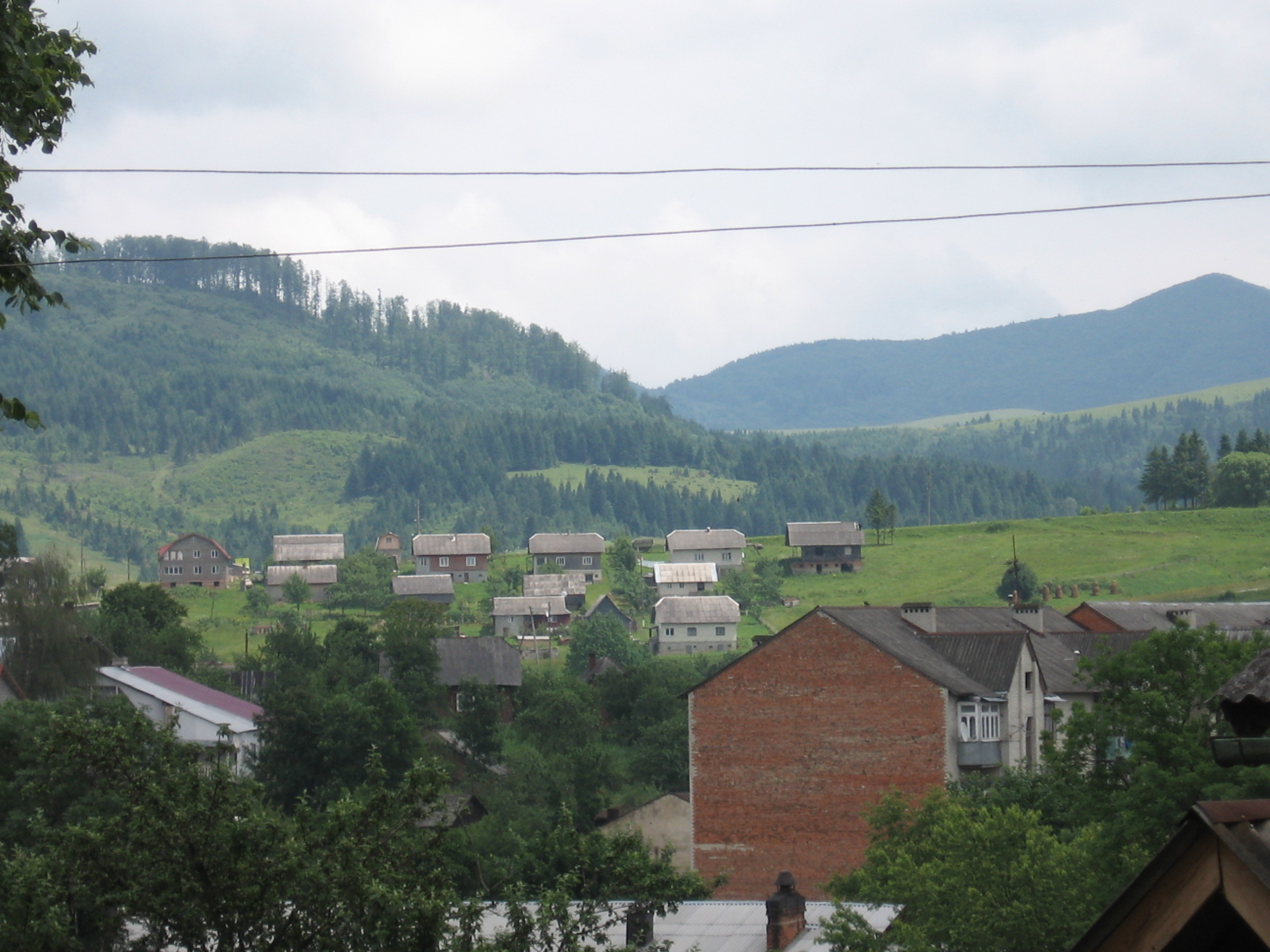
Вигляд на околицю міста і довколишні гори
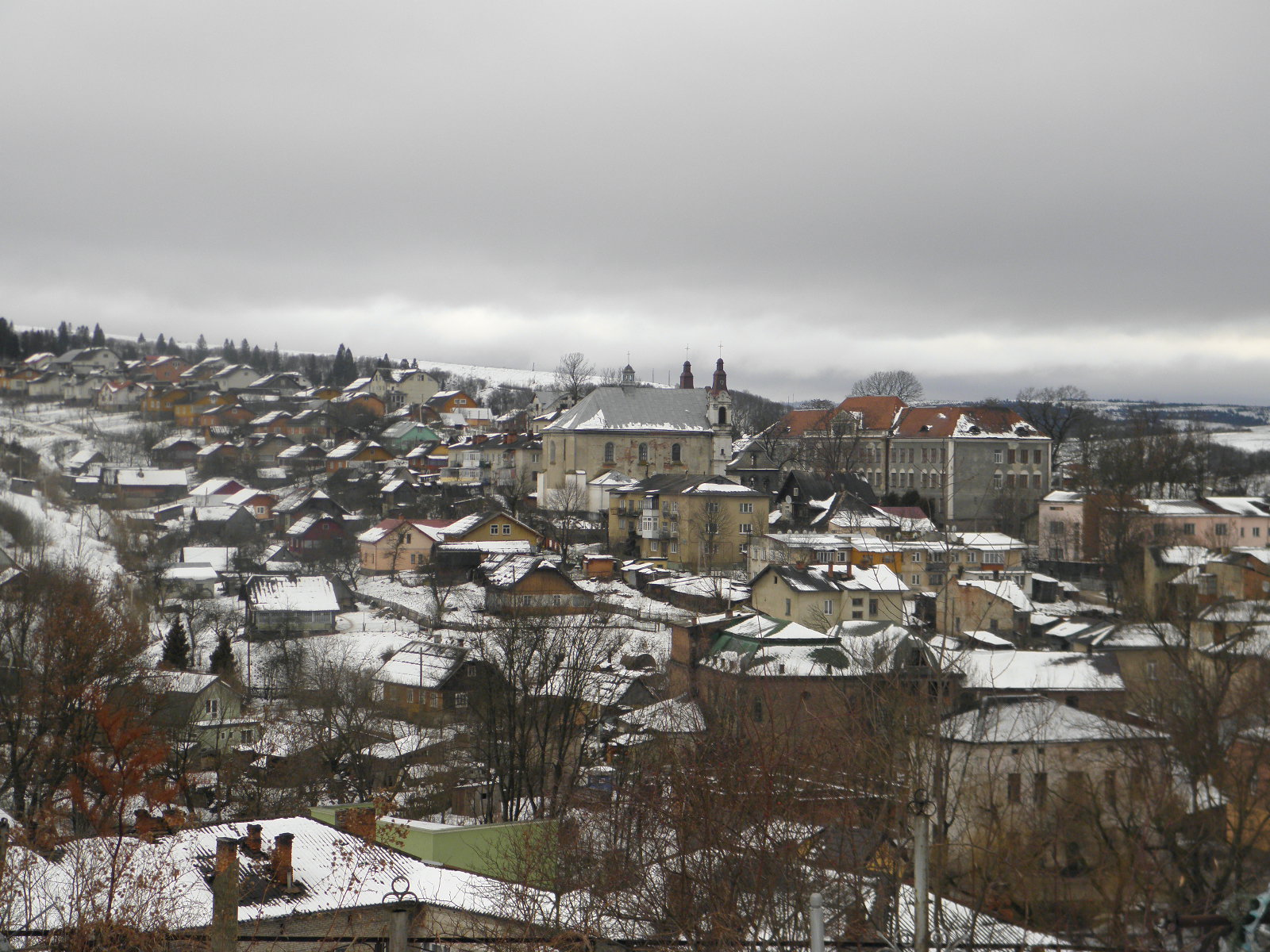
Панорама міста
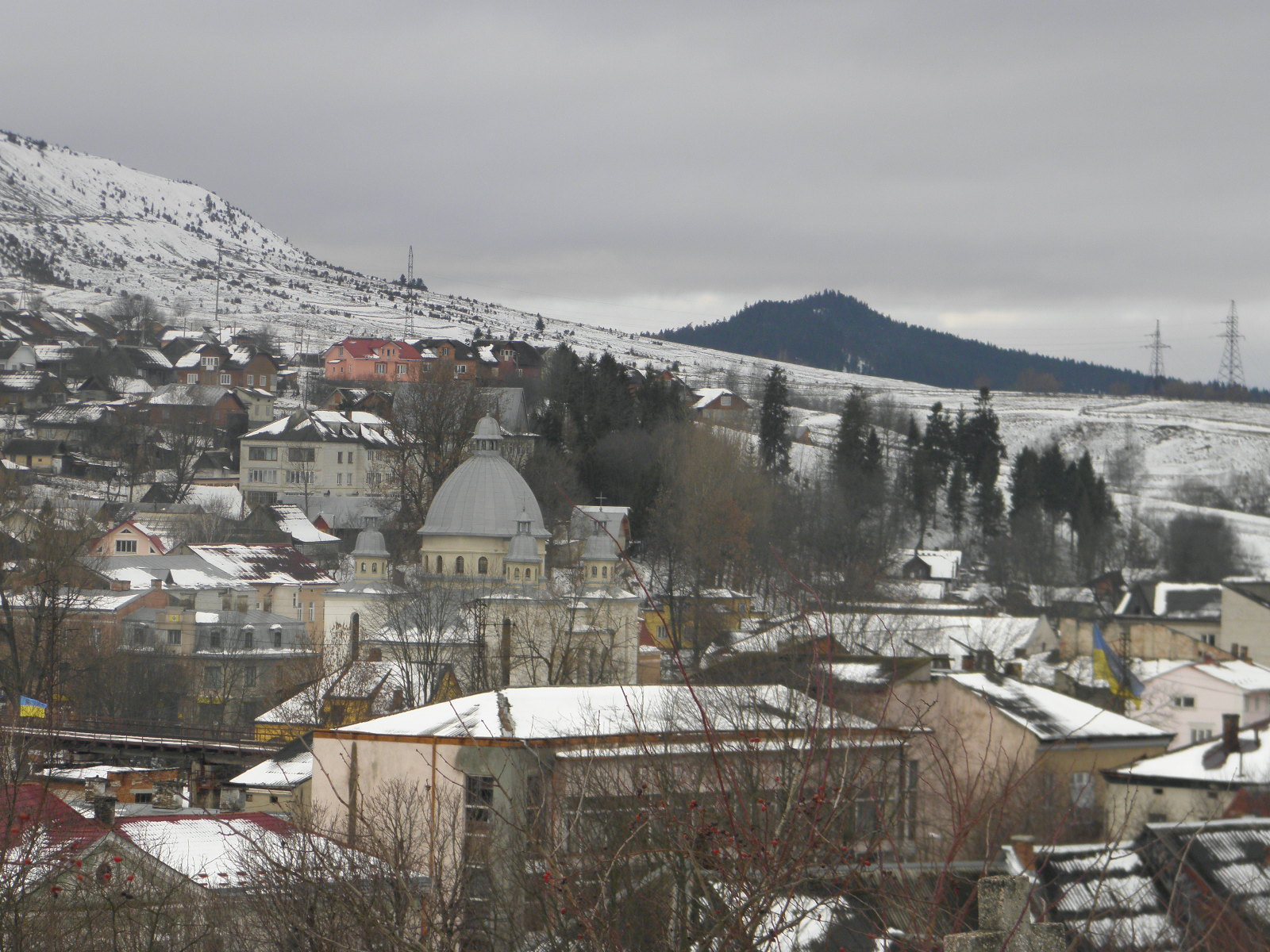
Середмістя Турки взимку
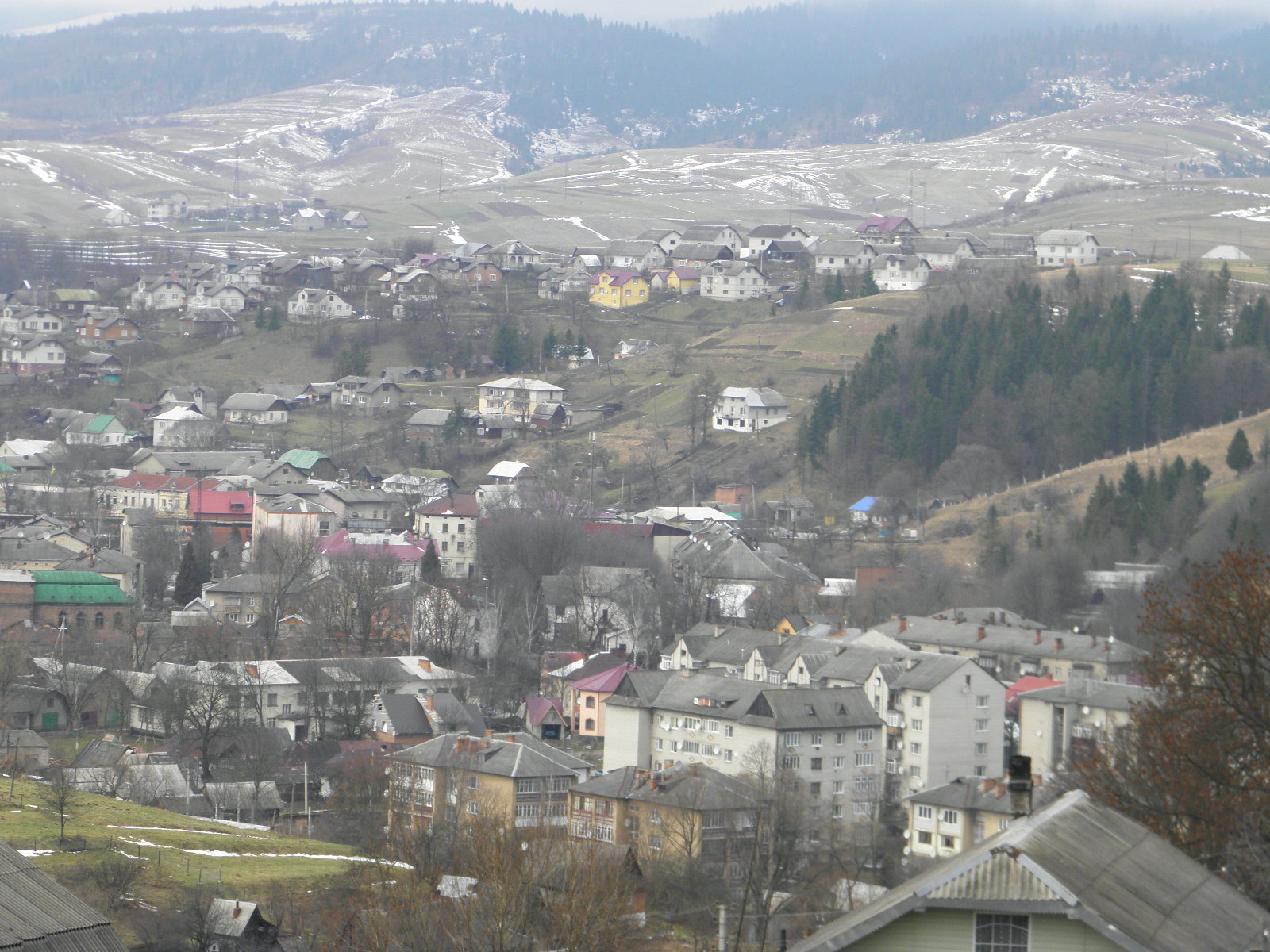